# Rio Arena
De Rio Arena (ook HSBC Arena) is een overdekte multifunctionele sporthal in het Olympisch park bij de wijk Barra da Tijuca van Rio de Janeiro met capaciteit voor 15.000 toeschouwers bij sportwedstrijden en 19.000 bezoekers bij concerten.
De hal werd gebouwd tussen november 2005 en juli 2007 voor een bedrag van 126 miljoen Braziliaanse real.
Inauguratie ging door bij de Pan-Amerikaanse Spelen 2007 waarbij in december 2007 basketbal en gymnastiek in de hal werden gespeeld. De zaal werd vervolgens beheerd door GL Events, die ook het nabijgelegen Riocentro in beheer heeft.
In 2008 werd de Arena hernoemd naar de HSBC Arena na ondertekening van de nodige sponsoring door de Britse bank HSBC. Tijdens de Olympische en Paralympische Spelen wordt evenwel de originele naam van het stadion gebruikt, gezien zaalsponsoring tijdens deze spelen niet is toegelaten.
GL Events organiseerde veelvuldig concerten in het stadion waaronder het allerlaatste concert van Queen + Paul Rodgers in hun Rock the Cosmos Tour op 29 november 2008. Ook optredens van Demi Lovato (South American Tour 2010, 27 mei 2010), Miley Cyrus (Gypsy Heart Tour, 13 mei 2011) en Iron Maiden (28 maart 2011) vonden plaats in de Rio Arena.
De Arena was de locatie van meerdere fights van de Ultimate Fighting Championship (UFC 134 in 2011, UFC 142 en 153 in 2012, UFC 163 op 3 augustus 2013 en UFC 190 op 1 augustus 2015). Op deze laatste UFC versloeg Ronda Rousey uitdaagster Bethe Correia.
Sinds 2009 is het stadion de thuishaven van de basketclub Flamengo Basketball, onderdeel van CR Flamengo. Tijdens de FIBA Intercontinental Cup 2014 won thuisploeg Flamengo Basketball de cup van Maccabi Tel Aviv BC.
Bij de Olympische Spelen van 2016 en de Paralympische Zomerspelen 2016 wordt het complex de locatie voor Gymnastiek op de Olympische Zomerspelen 2016 en rolstoelbasketbal op de Paralympische Zomerspelen.